# Frank Fabra
Frank Yusty Fabra Palacios, plus couramment appelé Frank Fabra, est un footballeur international colombien né le 22 février 1991 à Nechí. Évoluant au poste d'arrière gauche, il joue actuellement pour le CA Boca Juniors, dans le championnat d'Argentine.

## Palmarès
Avec le Deportivo Cali
- Champion de Colombie en 2015 (tournoi d'ouverture)

 avec Boca Juniors
- Championnat d'Argentine en 2017 et 2018

## Statistiques

### En club
Le tableau ci-dessous récapitule les statistiques de Frank Fabra lors de sa carrière en club :
| Saison                | Club                  | Championnat           | Championnat | Championnat | Coupe(s) nationale(s) | Coupe(s) nationale(s) | Compétition(s) continentale(s) | Compétition(s) continentale(s) | Compétition(s) continentale(s) | Autres compétitions | Autres compétitions | Autres compétitions | Total | Total |
| Saison                | Club                  | Division              | M.          | B.          | M.                    | B.                    | Comp.                          | M.                             | B.                             | Comp.               | M.                  | B.                  | M.    | B.    |
| 2010                  | Envigado FC           | 1                     | 4           | 0           | -                     | -                     | -                              | -                              | -                              | BR                  | 2                   | 0                   | 6     | 0     |
| 2011                  | Envigado FC           | 1                     | 9           | 0           | 7                     | 0                     | -                              | -                              | -                              | Playoffs            | 1                   | 0                   | 17    | 0     |
| 2012                  | Envigado FC           | 1                     | 32          | 1           | 3                     | 0                     | CS                             | 3                              | 0                              | -                   | -                   | -                   | 38    | 1     |
| 2013                  | Envigado FC           | 1                     | 29          | 1           | 1                     | 0                     | -                              | -                              | -                              | -                   | -                   | -                   | 30    | 1     |
| 2014                  | Envigado FC           | 1                     | 13          | 1           | -                     | -                     | -                              | -                              | -                              | Playoffs            | 2                   | 0                   | 15    | 1     |
| 2014                  | Deportivo Cali (prêt) | 1                     | 13          | 1           | 3                     | 0                     | CS                             | 4                              | 0                              | Playoffs            | 6                   | 0                   | 26    | 1     |
| 2015                  | Deportivo Cali (prêt) | 1                     | 13          | 0           | 2                     | 0                     | -                              | -                              | -                              | Playoffs            | 6                   | 0                   | 21    | 0     |
| 2015                  | DI Medellín           | 1                     | 15          | 1           | 6                     | 0                     | -                              | -                              | -                              | Playoffs            | 3                   | 0                   | 24    | 1     |
| 2016                  | CA Boca Juniors       | 1                     | 2           | 0           | -                     | -                     | CL                             | 10                             | 2                              | -                   | -                   | -                   | 12    | 2     |
| 2016-2017             | CA Boca Juniors       | 1                     | 10          | 1           | 2                     | 0                     | -                              | -                              | -                              | -                   | -                   | -                   | 12    | 1     |
| Total sur la carrière | Total sur la carrière | Total sur la carrière | 140         | 6           | 24                    | 0                     | -                              | 17                             | 2                              | -                   | 20                  | 0                   | 201   | 8     |

### But en équipe nationale
| No | Date         | Stade, ville, pays               | Adversaire | Résultat | Compétition             |
| -- | ------------ | -------------------------------- | ---------- | -------- | ----------------------- |
| 1  | 11 juin 2016 | NRG Stadium, Houston, États-Unis | Costa Rica | D 2-3    | Copa América Centenario |